# Мелоун (фільм)
Мелоун (англ. Malone) — американський фільм-бойовик 1987 року режисера Гарлі Коклісса. Екранізація роману «Shotgun» Вільяма Вінгейта.

## В ролях
- Берт Рейнольдс — Річард Мелоун
- Кліфф Робертсон — Чарльз Ділейні
- Лорен Гаттон
- Кеннет Макміллан
- Синтія Гібб
- Скотт Вілсон
- Філіп Енглін